# Persone di nome Kōnstantinos
| Questa pagina contiene informazioni ricavate automaticamente dalle voci biografiche con l'ausilio del template Bio e di un bot. L'aggiornamento è periodico e automatico e ricostruisce completamente la pagina. Se manca una persona in questa lista, sei pregato di non aggiungerla, ma accertati piuttosto che la sua voce biografica contenga il template Bio e che i dati anagrafici siano correttamente compilati. Se il template Bio manca, inseriscilo tu stesso o, in alternativa, metti l'avviso {{tmp\|Bio}} che ne segnala la mancanza. Se i dati riportati sono sbagliati, correggi direttamente la voce biografica; le modifiche saranno visibili in questa lista entro pochi giorni. Per chiarimenti vedi il progetto antroponimi. La lista contiene solo le 88 persone che sono citate nell'enciclopedia e per le quali è stato implementato correttamente il template Bio. Pagina aggiornata al 16 ott 2024. |

Questa è una lista di persone presenti nell'enciclopedia che hanno il prenome Kōnstantinos, suddivise per attività principale.

## Allenatori di calcio(5)
- Kōnstantinos Iōsīfidīs, allenatore di calcio e ex calciatore greco (Salonicco, n. 1952)
- Kōstas Kaïafas, allenatore di calcio e ex calciatore cipriota (Nicosia, n. 1974)
- Kōnstantinos Kōnstantinidīs, allenatore di calcio e ex calciatore greco (Schorndorf, n. 1972)
- Kōnstantinos Kouīs, allenatore di calcio e ex calciatore greco (Salonicco, n. 1955)
- Kōstas Malekkos, allenatore di calcio e ex calciatore cipriota (Nicosia, n. 1971)

## Allenatori di pallacanestro(1)
- Kōstas Mexas, allenatore di pallacanestro greco (Corfù, n. 1976)

## Allenatori di pallavolo(1)
- Kōnstantinos Christofidelīs, allenatore di pallavolo e ex pallavolista greco (Atene, n. 1977)

## Arbitri di pallacanestro(1)
- Kōnstantinos Dīmou, arbitro di pallacanestro greco (Arta, n. 1936)

## Architetti(1)
- Kōnstantinos Apostolou Doxiadīs, architetto greco (Asenovgrad, n. 1913 - Atene, † 1975)

## Attori(1)
- Costas Mandylor, attore australiano (Melbourne, n. 1965)

## Avventurieri(1)
- Kōnstantinos Simōnidīs, avventuriero e falsario greco (Simi, n. 1820 - Alessandria d'Egitto, † 1890)

## Calciatori(36)
- Kōnstantinos Apostolakīs, calciatore greco (Atene, n. 1999)
- Kōstas Chalkias, ex calciatore greco (Larissa, n. 1974)
- Kōnstantinos Charalampidīs, ex calciatore cipriota (Nicosia, n. 1981)
- Kōstas Choumīs, calciatore greco (Il Pireo, n. 1913 - † 1981)
- Kōnstantinos Doumtsios, calciatore greco (Serres, n. 1997)
- Kōstas Eleutherakīs, ex calciatore greco (n. 1950)
- Kōnstantinos Fasouliōtīs, ex calciatore cipriota (n. 1970)
- Kōnstantinos Fōtī, ex calciatore cipriota (Limisso, n. 1954)
- Kōstas Galanopoulos, calciatore greco (Atene, n. 1997)
- Kōnstantinos Kaznaferīs, ex calciatore greco (Arta, n. 1987)
- Kōnstantinos Kotsarīs, calciatore greco (Atene, n. 1996)
- Kōnstantinos Koulierakīs, calciatore greco (La Canea, n. 2003)
- Kōnstantinos Kōnstantinou, ex calciatore cipriota (Nicosia, n. 1954)
- Kōstas Kōsta, ex calciatore cipriota (Nicosia, n. 1969)
- Kōnstantinos Kōtsopoulos, calciatore greco (Veria, n. 1997)
- Kōstas Lamprou, calciatore greco (Atene, n. 1991)
- Kōnstantinos Loumpoutīs, ex calciatore greco (Salonicco, n. 1979)
- Kōnstantinos Makridīs, ex calciatore cipriota (Limisso, n. 1982)
- Kōstas Manōlas, calciatore greco (Nasso, n. 1991)
- Kōnstantinos Mavropanos, calciatore greco (Atene, n. 1997)
- Kōstas Miamīliōtīs, ex calciatore cipriota (Nicosia, n. 1960)
- Kōnstantinos Mintikkīs, ex calciatore cipriota (Nicosia, n. 1989)
- Kōstas Mītroglou, ex calciatore greco (Kavala, n. 1988)
- Kōnstantinos Mpalogiannīs, calciatore greco (Salonicco, n. 1999)
- Kōnstantinos Mīna, ex calciatore cipriota (Nicosia, n. 1974)
- Kōnstantinos Nempegleras, ex calciatore greco (Larissa, n. 1975)
- Kōstas Nestoridīs, calciatore greco (Drama, n. 1930 - Atene, † 2023)
- Kōstas Panagiōtoudīs, calciatore greco (Salonicco, n. 1994)
- Kōnstantinos Panagī, calciatore cipriota (Nicosia, n. 1994)
- Kōnstantinos Provydakīs, calciatore greco (Candia, n. 1996)
- Kōnstantinos Rougkalas, calciatore greco (Patrasso, n. 1993)
- Kōstas Stafylidīs, calciatore greco (Salonicco, n. 1993)
- Kōnstantinos Sōtīriou, calciatore cipriota (n. 1996)
- Kōstas Theodōropoulos, calciatore greco (Larissa, n. 1990)
- Kōnstantinos Triantafyllopoulos, calciatore greco (Corinto, n. 1993)
- Kōnstantinos Tzolakīs, calciatore greco (La Canea, n. 2002)

## Cantanti(1)
- Kōnstantinos Christoforou, cantante cipriota (Limisso, n. 1977)

## Cestisti(18)
- Ntinos Aggelidīs, ex cestista greco (Vienna, n. 1969)
- Kōstas Charalampidīs, ex cestista e allenatore di pallacanestro greco (Salonicco, n. 1976)
- Kōstas Charisīs, ex cestista greco (Atene, n. 1979)
- Kōstas Gontikas, cestista greco (Amarousio, n. 1994)
- Kōstas Kaimakoglou, ex cestista greco (Korydallos, n. 1983)
- Kōstas Kakaroudīs, cestista greco (Serres, n. 1983)
- Kōstas Maglos, ex cestista greco (Atene, n. 1975)
- Kōstas Missas, ex cestista e allenatore di pallacanestro greco (n. 1953)
- Kōnstantinos Mītoglou, cestista greco (Salonicco, n. 1996)
- Kōstas Mourouzīs, cestista e allenatore di pallacanestro greco (Atene, n. 1934 - Atene, † 2014)
- Kōstas Papadīmas, cestista greco (Atene, n. 1932 - † 2021)
- Kōstas Papanikolaou, cestista greco (Trikala, n. 1990)
- Kōstas Patavoukas, ex cestista e allenatore di pallacanestro greco (Kalambaka, n. 1966)
- Kōstas Petropoulos, ex cestista e allenatore di pallacanestro greco (Patrasso, n. 1956)
- Kōstas Politīs, cestista e allenatore di pallacanestro greco (Atene, n. 1942 - Atene, † 2018)
- Kōstas Sloukas, cestista greco (Salonicco, n. 1990)
- Kōstas Tsartsarīs, ex cestista e allenatore di pallacanestro greco (Veria, n. 1979)
- Kōstas Vasileiadīs, cestista greco (Salonicco, n. 1984)

## Ciclisti su strada(1)
- Konstantinos Konstantinou, ciclista su strada e pistard greco

## Dirigenti sportivi(1)
- Kōstas Katsouranīs, dirigente sportivo e ex calciatore greco (Patrasso, n. 1979)

## Lunghisti(1)
- Kōnstantinos Tsiklītīras, lunghista e altista greco (Navarino, n. 1888 - Atene, † 1913)

## Medici(1)
- Kōnstantinos Peletidīs, medico e politico greco (Ryaki, n. 1953)

## Pallanuotisti(2)
- Kōnstantinos Loudīs, ex pallanuotista e allenatore di pallanuoto greco (Salonicco, n. 1969)
- Kōnstantinos Nikolopoulos, pallanuotista greco

## Pallavolisti(1)
- Kōnstantinos Stivachtīs, pallavolista greco (Atene, n. 1980)

## Politici(11)
- Kōnstantinos Alysandrakīs, politico greco (Atene, n. 1948)
- Kōnstantinos Droutsas, politico greco (Salonicco, n. 1939)
- Kōnstantinos Karamanlīs, politico greco (Serres, n. 1907 - Atene, † 1998)
- Kōnstantinos Kollias, politico e magistrato greco (n. 1901 - † 1998)
- Kōnstantinos Kompos, politico cipriota (Limassol, n. 1976)
- Kōnstantinos Loules, politico greco (Tyrnavos, n. 1906 - † 1988)
- Kōnstantinos Mītsotakīs, politico greco (La Canea, n. 1918 - Atene, † 2017)
- Kōnstantinos Papadakīs, politico greco (Atene, n. 1975)
- Kōstīs Stefanopoulos, politico greco (Patrasso, n. 1926 - Atene, † 2016)
- Kōnstantinos Stergiou, politico greco
- Kōnstantinos Tsatsos, politico greco (Atene, n. 1899 - Atene, † 1987)

## Registi(1)
- Costa-Gavras, regista, sceneggiatore e produttore cinematografico greco (Loutra-Iraias, n. 1933)

## Schermidori(1)
- Kōnstantinos Komnīnos-Mīliōtīs, schermidore greco (Ermoupoli, n. 1874 - † 1941)

## Tiratori di fune(1)
- Kōnstantinos Lazaros, tiratore di fune greco (n. 1877)

## Velocisti(1)
- Kōnstantinos Kenterīs, ex velocista greco (Mitilene, n. 1973)